# Lac Troilus
Lac Troilus är en sjö i Kanada.   Den ligger i regionen Nord-du-Québec och provinsen Québec, i den östra delen av landet, 600 km norr om huvudstaden Ottawa. Lac Troilus ligger 368 meter över havet. Arean är 42 kvadratkilometer. Den sträcker sig 11,3 kilometer i nord-sydlig riktning, och 9,2 kilometer i öst-västlig riktning.
Trakten runt Lac Troilus är nära nog obefolkad, med mindre än två invånare per kvadratkilometer.